# Europahütte

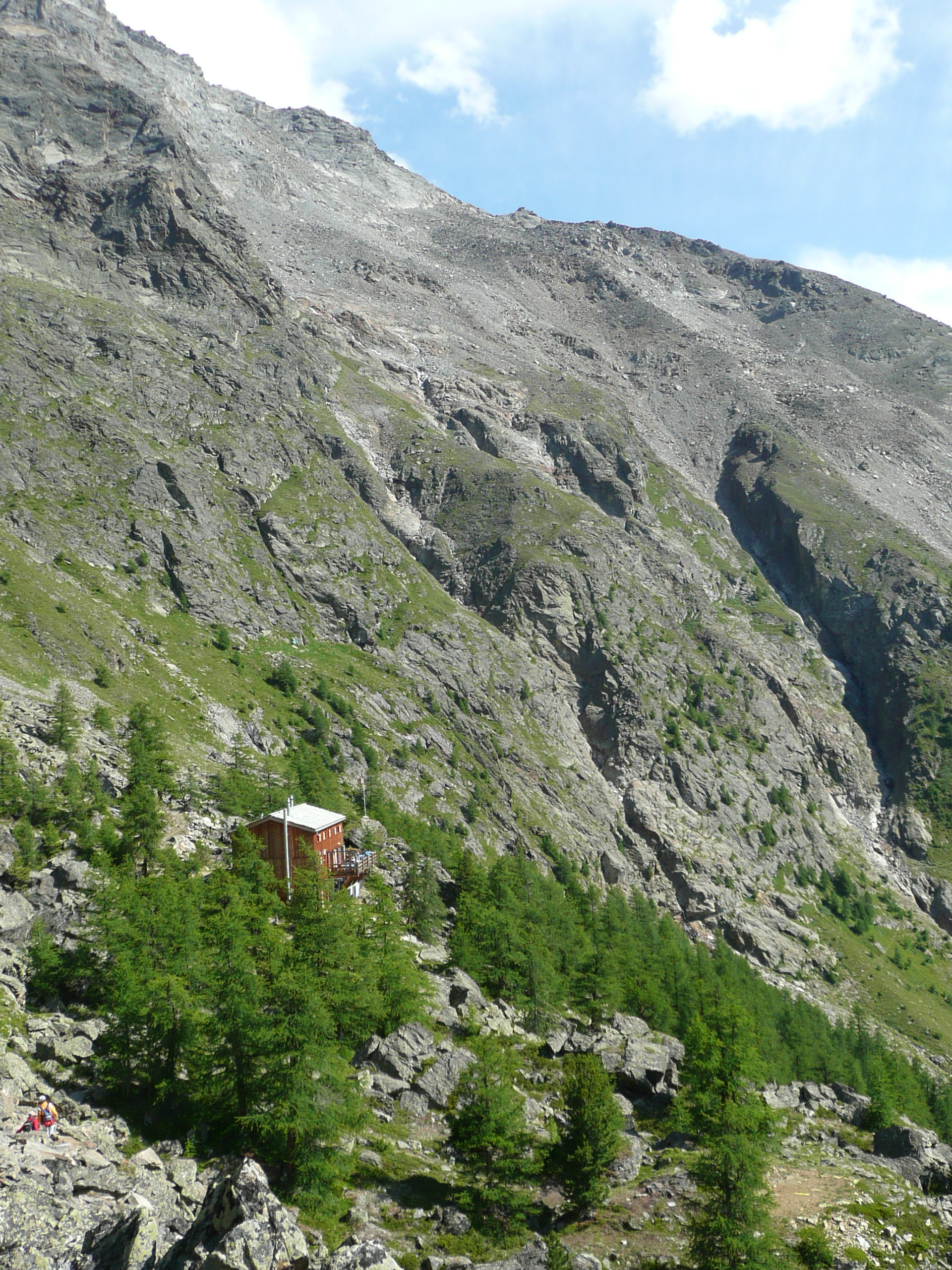
Europahütte.

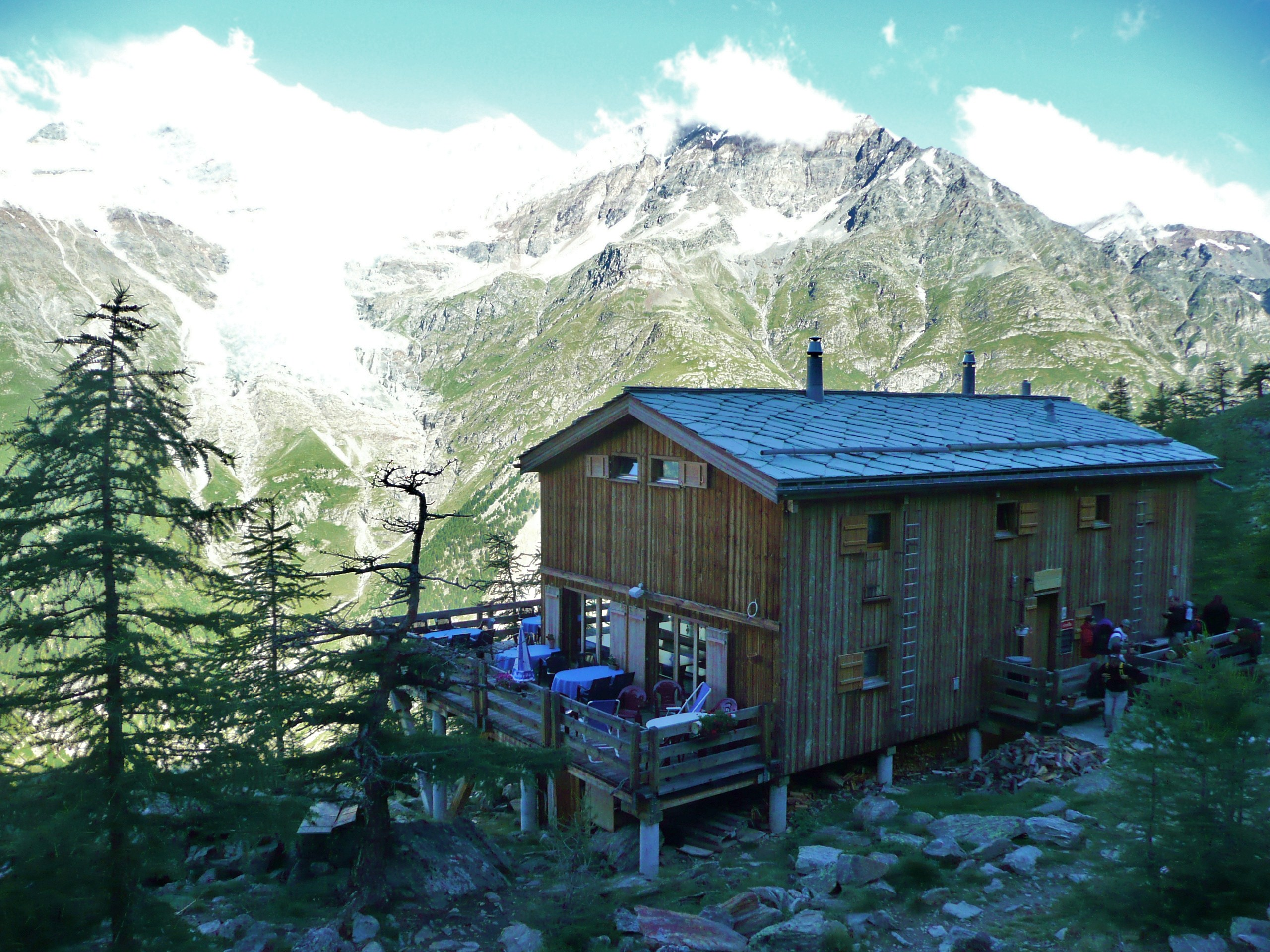
Europahütte en tidig morgon med utsikt över Weisshornmassivet.

Europahütte är en fjällstuga i Valais i Schweiz. Den ligger på västsidan av Mischabelmassivet, ovanför Randa på en höjd av 2 265 meter över havet. Vandringslederna Europaweg och Domhütteleden möts i närheten av fjällstugan. Det finns också en led från närliggande Randa (1 439 meter över havet) över Lärchberg (omkring två timmars vandring). Europaweg betecknas sedan 2008 som den andra och tredje etappen av vandringsleden Route 27, "Swiss Tour Monte Rosa" (Grächen – Zermatt).
Europahütte, som är öppen under sommarsäsongen, byggdes 1998–1999 och ägs av kommunen Randa.
I närheten av Europahütte uppfördes 2010 hängbron Europabrücke. Den förstördes samma säsong av stenras, men ersattes 2017 av den 874 meter långa nya gångbron Charles Kuonen Hängebrücke.